# Richard Matheson
Richard Burton Matheson (Allendale, Nova Jersey, 20 de febrer de 1926 - Calabasas, Califòrnia, 23 de juny de 2013) va ser un escriptor i guionista estatunidenc de fantasia, ciència-ficció i horror.
Fill d'immigrants noruecs, es va criar a Brooklyn i va estudiar al Brooklyn Technical School. Després va fer el servei militar com a soldat d'infanteria a la Segona Guerra Mundial. El 1949 es va llicenciar en periodisme per la Universitat de Missouri i el 1951 es va mudar a Califòrnia. Es va casar el 1952 i tres dels seus quatre fills (Chris, Richard Christian i Ali Matheson) també són escriptors i guionistes. Va morir a Calabasas (Califòrnia) amb 87 anys.

## Obra
Matheson es va iniciar en la literatura publicant els seus contes al diari Brooklyn Eagle. Ja a Califòrnia, va començar a escriure relats de fantasia, terror i ciència-ficció, publicats des del 1950 per la revista Magazine of Fantasy and Science Fiction. El seu primer conte publicat Born of Man and Woman el va fer immediatament famós.
El 1954 va aparèixer la seva ja clàssica novel·la de culte I Am Legend, una original història a la qual el món pateix una pandèmia de vampirisme i un sol home s'hi ha d'enfrontar. Va ser traduït al català per Carles Urritz i Carme Geronès el 1988 amb el títol Soc llegenda. El 1957 va adaptar al cine la seva novel·la The Shrinking Man (L'increïble home minvant), que va esdevenir una veritable pel·lícula de culte. Escriu el crític Quim Casas: «Una de les coses que més m’agrada del guió de Matheson i la posada en escena d'Arnold és la seva capacitat per crear inquietud amb elements i gestos quotidians.» El 1971 va publicar la novel·la The Hell House, i poc després el guió per al film The Legend of the Hell House.
També va destacar com a guionista de diversos capítols de la sèrie televisiva Twilight Zone i de la pel·lícula de Steven Spielberg Duel, basada en un relat seu. Matheson va escriure guions per a pel·lícules de Roger Corman.